# Aegyptobia arizonensis
Aegyptobia arizonensis är en spindeldjursart som beskrevs av Baker och James P. Tuttle 1964. Aegyptobia arizonensis ingår i släktet Aegyptobia och familjen Tenuipalpidae. Inga underarter finns listade i Catalogue of Life.